# Гідіон
Гідіон (рум. Ghidion) — село у повіті Нямц в Румунії. Входить до складу комуни Стеніца.
Село розташоване на відстані 300 км на північ від Бухареста, 60 км на схід від П'ятра-Нямца, 35 км на захід від Ясс.

## Населення
За даними перепису населення 2002 року у селі проживали 437 осіб, усі — румуни. Усі жителі села рідною мовою назвали румунську.